# مجموعه ضروری (آلبوم آبا)
مجموعهٔ ضروری (انگلیسی: The Essential Collection) یک آلبوم گردآوری‌شده از ابرگروه سوئدی موسیقی پاپ آبا است که در سال ۲۰۱۲ منتشر شد. در این آلبوم تمام تک‌آهنگ‌های روی صفحه (رو و پشت صفحه) را همان‌طور که در ابتدا توسط شرکت ضبط موسیقی آنها، پولار میوزیک، برنامه‌ریزی و منتشر کرده بود، ارائه می‌کند، به انضمام چند آهنگ دیگر که در بازارهای مهم موسیقی موفق بودند و تک‌آهنگ‌هایی که برایشان موزیک ویدئو ساخته شده بود.

## فهرست ترانه‌ها
تمامی ترانه‌ها توسط بنی آندِشون و بیورن اولویوس نوشته‌شده، مگر آنهایی که نام دیگری برایشان ذکر شده‌است.

### دیسک اول
| شماره      | نام                                                | نویسنده(ها)                                             | آلبوم اصلی                                                                               | مدت     |
| ---------- | -------------------------------------------------- | ------------------------------------------------------- | ---------------------------------------------------------------------------------------- | ------- |
| ۱.         | «آدمیزاد نیازمند عشق است»                          |                                                         | رینگ رینگ (۱۹۷۳)؛ در آغاز به‌عنوان تک‌آهنگ در سال قبل‌تر منتشر شده بود.                     | ۲:۴۸    |
| ۲.         | «او برادر توست»                                    |                                                         | رینگ رینگ؛ در آغاز به‌عنوان تک‌آهنگ در سال قبل‌تر منتشر شده بود.                            | ۳:۲۱    |
| ۳.         | «رینگ رینگ»                                        | بنی آندِشون استیگ آندِشون بیورن اولویوس نیل سداکا فیل کُدی | رینگ رینگ                                                                                | ۳:۰۶    |
| ۴.         | «عاشقی آسان نیست (اما یقیناً به‌قدر کافی دشوار است)» |                                                         | رینگ رینگ                                                                                | ۲:۵۵    |
| ۵.         | «واترلو»                                           | بنی آندِشون استیگ آندِشون اولویوس                         | واترلو                                                                                   | ۲:۴۶    |
| ۶.         | «هانی، هانی»                                       | بنی آندِشون استیگ آندِشون اولویوس                         | واترلو                                                                                   | ۲:۵۶    |
| ۷.         | «خداحافظ»                                          |                                                         | آبا (۱۹۷۵)؛ در آغاز به‌عنوان تک‌آهنگ در سال قبل‌تر منتشر شده بود.                           | ۳:۰۷    |
| ۸.         | «دارم، دارم، دارم، دارم، دارم»                     | بنی آندِشون استیگ آندِشون اولویوس                         | آبا                                                                                      | ۳:۱۸    |
| ۹.         | «اس‌اواس»                                           | بنی آندِشون استیگ آندِشون اولویوس                         | آبا                                                                                      | ۳:۲۳    |
| ۱۰.        | «ماما میا»                                         | بنی آندِشون استیگ آندِشون اولویوس                         | آبا                                                                                      | ۳:۳۴    |
| ۱۱.        | «بنگ-ئه-بومرنگ»                                    | بنی آندِشون استیگ آندِشون اولویوس                         | آبا                                                                                      | ۳:۰۵    |
| ۱۲.        | «فرناندو»                                          |                                                         | تک‌آهنگ غیر آلبومی (۱۹۷۶)؛ بعدها در آلبوم برترین ترانه‌های پرطرفدار (۱۹۷۵) منتشر شد.       | ۴:۱۵    |
| ۱۳.        | «ملکه رقصان»                                       | بنی آندِشون استیگ آندِشون اولویوس                         | ورود (۱۹۷۶)                                                                              | ۳:۵۳    |
| ۱۴.        | «پول، پول، پول»                                    |                                                         | ورود                                                                                     | ۳:۱۰    |
| ۱۵.        | «شناختن خودم، شناختن تو»                           | بنی آندِشون استیگ آندِشون اولویوس                         | ورود (۱۹۷۶)؛ به‌عنوان تک‌آهنگ یک سال بعد منتشر شد.                                         | ۴:۰۵    |
| ۱۶.        | «من آنم»                                           | بنی آندِشون استیگ آندِشون اولویوس                         | ورود (۱۹۷۶)؛ به‌عنوان تک‌آهنگ یک سال بعد منتشر شد.                                         | ۳:۱۸    |
| ۱۷.        | «هدف اساسی»                                        | بنی آندِشون استیگ آندِشون اولویوس                         | آبا: آلبوم (۱۹۷۷)                                                                        | ۴:۵۵    |
| ۱۸.        | «شانست را با من امتحان کن»                         |                                                         | آبا: آلبوم                                                                               | ۴:۰۹    |
| ۱۹.        | «عقاب» (نسخهٔ ویرایش‌شده)                            |                                                         | آبا: آلبوم (۱۹۷۷)؛ به‌عنوان تک‌آهنگ یک سال بعد منتشر شد.                                   | ۴:۲۸    |
| ۲۰.        | «یک مرد، یک زن»                                    |                                                         | آبا: آلبوم                                                                               | ۴:۳۴    |
| ۲۱.        | «به‌خاطر موسیقی سپاسگزارم»                          |                                                         | آبا: آلبوم؛ به‌صورت تک‌آهنگ جهت کمک به فروش آلبوم به‌خاطر موسیقی سپاسگزارم (۱۹۸۳) منتشر شد. | ۳:۵۲    |
| ۲۲.        | «شهر شب تابستانی»                                  |                                                         | تک‌آهنگ غیر آلبومی (۱۹۷۸)؛ بعدها در آلبوم برترین ترانه‌های پرطرفدار ۲ (۱۹۷۹) منتشر شد.     | ۳:۳۷    |
| مجموع مدت: | مجموع مدت:                                         | مجموع مدت:                                              | مجموع مدت:                                                                               | ۱:۱۸:۳۶ |

### دیسک دوم
| شماره      | نام                                     | آلبوم اصلی                        | مدت     |
| ---------- | --------------------------------------- | --------------------------------- | ------- |
| ۱.         | «چیکیتیتا»                              | آیا می‌خواهی (۱۹۷۹)                | ۵:۲۸    |
| ۲.         | «مادرت می‌داند؟»                         | آیا می‌خواهی                       | ۳:۱۶    |
| ۳.         | «آیا می‌خواهی»                           | آیا می‌خواهی                       | ۵:۱۰    |
| ۴.         | «چشمان بی‌گناه زیبا»                     | آیا می‌خواهی                       | ۴:۲۴    |
| ۵.         | «بده! بده! بده! (مردی را پس از نیمه‌شب)» | برترین ترانه‌های پرطرفدار ۲ (۱۹۷۹) | ۴:۵۲    |
| ۶.         | «رؤیایی دارم»                           | آیا می‌خواهی                       | ۴:۴۴    |
| ۷.         | «همه‌چیز به برنده تعلق دارد»             | سوپر تروپر (۱۹۸۰)                 | ۴:۵۷    |
| ۸.         | «سوپر تروپر»                            | سوپر تروپر                        | ۴:۱۲    |
| ۹.         | «حالا حالاها»                           | سوپر تروپر                        | ۳:۴۱    |
| ۱۰.        | «تمام عشقت را تقدیم من کن»              | سوپر تروپر                        | ۴:۳۶    |
| ۱۱.        | «سال نو مبارک»                          | سوپر تروپر                        | ۴:۲۵    |
| ۱۲.        | «یکی از ما»                             | دیدارکنندگان (۱۹۸۱)               | ۳:۵۸    |
| ۱۳.        | «وقتی همه تلاشمان را کردیم»             | دیدارکنندگان                      | ۳:۲۰    |
| ۱۴.        | «پرتوان و باشتاب»                       | دیدارکنندگان                      | ۳:۴۹    |
| ۱۵.        | «دیدارکنندگان»                          | دیدارکنندگان                      | ۵:۴۷    |
| ۱۶.        | «روز پیش از آشنایی با تو»               | تک‌آهنگ‌ها: ده سال نخست (۱۹۸۲)      | ۵:۵۰    |
| ۱۷.        | «تحت حمله»                              | تک‌آهنگ‌ها: ده سال نخست             | ۳:۵۰    |
| مجموع مدت: | مجموع مدت:                              | مجموع مدت:                        | ۱:۱۶:۲۰ |